# Adéla Holandská
Adéla Holandská (1230 – 9. dubna 1284) byla dcerou Florise IV. Holandského a Matyldy Brabantské, a sestrou Viléma II. Holandského. Vládla jako regentka za svého nezletilého synovce Florise V. Holandského.

## Život
9. října 1246 se Adéla provdala za Jana I. z Avesnes, hraběte z Hainaultu. Stejně jako její matka, byla patronkou náboženských domů. Tři její synové se stali biskupy, a dcera abatyší. Trvala také na tom, aby její děti znali alespoň dva jazyky.
V letech 1258 – 1263, vládla jako regentka Holandska ve jménu svého synovce Florise V. Říkala si Strážce Holandska a Zeelandu. Poté, co Floris dospěl mu i nadále radila. Zemřela v roce 1284 ve Valenciennes, ale v roce 1299, po smrti Florisova syna Jana I. se stal holandským vládcem její syn Jan.
Udělila městské právo Schiedamu, které pak mělo právo nazývat se městem. V něm založila Huis te Riviere, což byl v té době druhý největší hrad Holadska.
Jacob van Maerlant zasvětil svou první báseň, Geesten, Adéle.

## Potomci
S Janem měla několik dětí:
1. Jan II. Holandský
2. Balduin
3. Johana
4. Bouchard
5. Guy z Avesnes
6. Vilém
7. Floris z Hainaultu